# Böllsteiner Odenwald

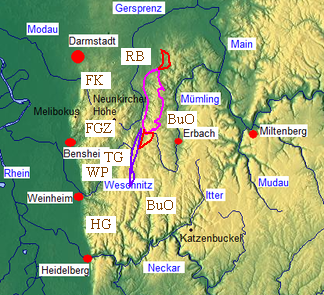
Böllsteiner Odenwald (BO, Pinklinie) des Kristallinen Odenwaldes und die benachbarten geologischen Formationen Groß-Umstädter Grundgebirge (nördlich des BO, rot), Erzbacher Scholle (südlich des BO, rot), Gneis-Zwischenzone (violett), Reinheimer-Dieburger Bucht (RB), Flasergranitoidzone (FGZ), Trommgranit (TG). Weitere Einheiten: Weschnitzpluton (WP), Heidelberger Granit (HG), Frankenstein-Komplex (FK) Buntsandstein-Odenwald (BuO)

Als Böllsteiner Odenwald wird der nordöstliche Teil des Kristallinen Odenwaldes zwischen der Gersprenzniederung im Westen und dem Sandstein-Odenwald im Osten bezeichnet, dem die dort gelegene Ortschaft Böllstein bzw. die „Böllsteiner Höhe“ als höchster Gneis-Berg den Namen gegeben hat.
Diese geologische Formation und zugleich naturräumliche Untereinheit besteht aus vor- oder frühvariszisch in mehreren tektonischen Phasen geprägten Granitoidgneisen und repräsentiert somit die älteste im Odenwald dokumentierte Entwicklungsstufe der Gebirgsbildung, deren Ursachen und Verlauf unter Geologie des Odenwaldes skizziert sind.

## Naturraum
Der Böllsteiner Odenwald bildet mit einer Fläche von 44,99 km² die Naturräumliche Untereinheit 145.9 der Haupteinheit 145 Vorderer Odenwald innerhalb der Haupteinheitengruppe 14 Odenwald, Spessart und Südrhön.  Er nimmt auf einer Länge von etwa 11 Kilometer den Höhenzug mit der Wasserscheide zwischen den Talsystemen der Gersprenz im Westen und der Mümling im Osten ein und erreicht dabei eine Breite von etwa 4 Kilometer. Der Höhenzug beginnt im Süden im Anschluss an den alles überragenden Morsberg (517 m) an der Spreng und endet im Norden, schon im Reinheimer Hügelland, mit dem markanten Vulkankegel des Otzbergs (367 m). Die höchsten Erhebungen in der Kammlinie des Böllsteiner Odenwalds selbst sind von Süd nach Nord der Heidelberg (443 m) als höchste Erhebung, sodann die Böllsteiner Höhe (416 m), gefolgt von einer namenlosen Anhöhe mit Schutzhütte (404 m), sowie Ballerts (375 m), Tannenkopf (388 m), Hermesberg (377 m), Koppelwald (375 m) und schließlich Klingelskopf (361 m). Über diese Kammlinie führt eine historische Altstraße, die im Südteil Alte Erbacher Straße genannt wird und in der nördlichen Verlängerung als Hohe Straße bekannt ist. Eine Vielzahl kleiner Fließgewässer streben aus dem Böllsteiner Odenwald zu Tal, wobei die nach Osten zur Mümling gerichteten Bäche eine längere Fließstrecke haben als die der Gersprenz im Westen zustrebenden, dafür weisen diese stärkeres Gefälle auf.

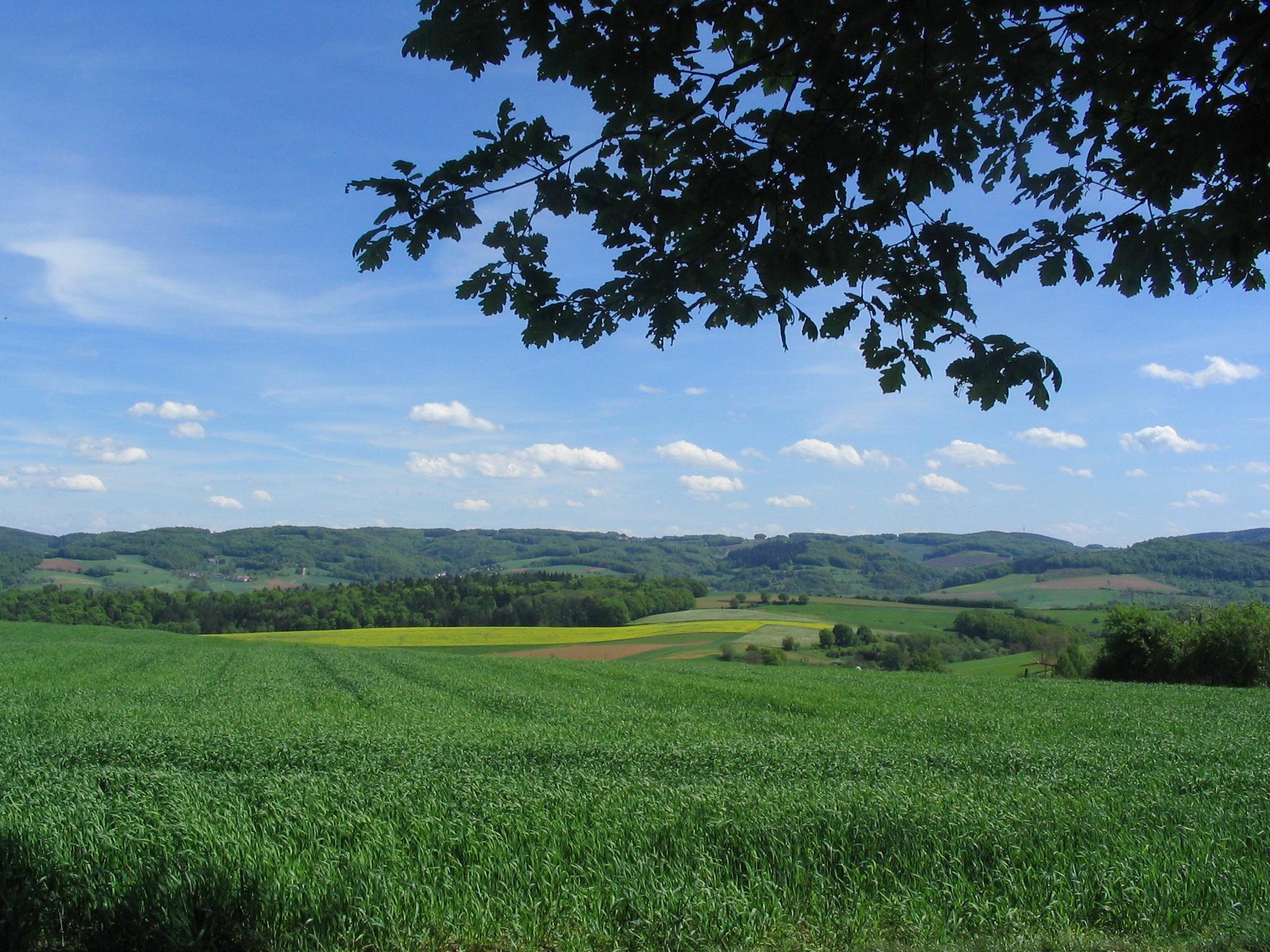
Im Hintergrund: die Bergkette des Böllsteiner Odenwalds mit der Höhensiedlung Böllstein (Mitte), rechts anschließend die Buntsandsteinstufe (Heidelberg und Morsberghang) und davor Gneis-Kitzestein und -Hutzwiese, im Vordergrund, durch das Gesprenztal getrennt: Flasergranitoid-Hügel nördlich Fränkisch-Crumbachs (Nordende des Neunkircher Komplexes)

Im Böllsteiner Odenwald liegen von Süd nach Nord aufgezählt 14 Dörfer und Weiler: Nieder-Kainsbach, Hembach, Böllstein, Stierbach, Affhöllerbach, Kilsbach, Wallbach, Birkert, Mittel-Kinzig, Ober-Kinzig, Gumpersberg, Hummetroth, Höllerbach und Hassenroth.
Während im Westteil die Siedlungen vornehmlich in den gersprenznahen Tallagen zu finden sind, finden sich die Dörfer der Ostabdachung und ihre Rodungsflächen oft bis in die Höhenlagen der Kammlinie. Der Böllsteiner Odenwald ist ein im Ganzen anspruchsloses und ertragsarmes Ackerbaugebiet, in dem Landwirtschaft zunehmend nur als Nebenerwerb betrieben wird. Stattdessen haben viele Bewohner, begünstigt durch die gute Verkehrserschließung, im nahen Rhein-Main-Gebiet Arbeit gefunden. Im Gegenzug hat sich diese ländliche Region zum Naherholungsgebiet entwickelt und findet auf diese Weise wirtschaftlich einen Ausgleich für die früher bedeutende Steinbruchindustrie.

## Gesteine des Böllsteiner Odenwaldes
Der östliche Kristalline Odenwald endet morphologisch im Groß-Umstädter Grundgebirge (Granit, permische Quarzporphyre), das den östlichen Rand (= Otzbergspalte) der Reinheimer Bucht bildet und östlich unter die Buntsandsteinstufe abtaucht. Diese Granit- und Gneis-Gesteine werden in Verbindung mit denen des Vorspessarts interpretiert.
Südlich daran grenzt, durch den nördlichen Ausläufer der Schieferzone getrennt, das Böllsteiner Massiv an: Die Hauptgesteine, Granodiorit- und Granit-Gneise, dieser recht einheitlichen kuppelförmig strukturierten Formation zwischen der etwa parallel zum Gesprenztal verlaufenden Otzbergspalte und dem Buntsandsteinrand im Osten (Hummetroth bis Spreng, dann bogenförmig nach Westen ausholend bis Vierstöck) sind von einer umlaufend streichenden Schieferhülle (etwa 50 % Glimmer, 45 % Quarz, 5 % Kalifeldspat) umgeben.
Südlicher Abschluss des Gneisgebietes ist die Erzbacher Scholle (Granitoid, Schiefergneise nördlich von Rohrbach als Grenze).
Die Böllsteiner granodioritischen bis granitischen Gneise können je nach Kontext, z. B. bei Vermischung mit andern Gneisen, mit vergneisten Gabbro – Linsen bzw. angrenzenden Schiefern, flaserige Strukturen oder unruhige Gefüge annehmen. Die durchschnittliche mineralogische Zusammensetzung: beträgt bei Granodioritgneisen (und Granitgneisen): 35 – 45 % (15 – 35 %) Plagioklas, 20 – 35 % (30 – 40 %) Quarz, 5 – 20 % (30 – 40 %) Kalifeldspat und 5 – 10 % (1 – 5 %) Biotit.
Solche Formationen sind noch in Klippen und Steinbrüchen aufgeschlossen, in denen Granitoid-Gneise, Schiefer bzw. Gabbros für Bausteine sowie Straßenschotter abgebaut wurden bzw. werden: z. B. am Wannberg östlich Böllsteins (Gneis, Granitoid mit 280 – 300 Mio. Jahre alten fluviatilen Sedimenten aus dem Perm), am Weichberg östlich von Affhöllerbach (Granitgneis), am Lattersberg bei Ober-Kainsbach (Gabbro, Schiefergneis), östlich Vierstöck (Gabbro) südlich und östlich Groß-Umstadts (Quarzporphyr des Knosbergs).

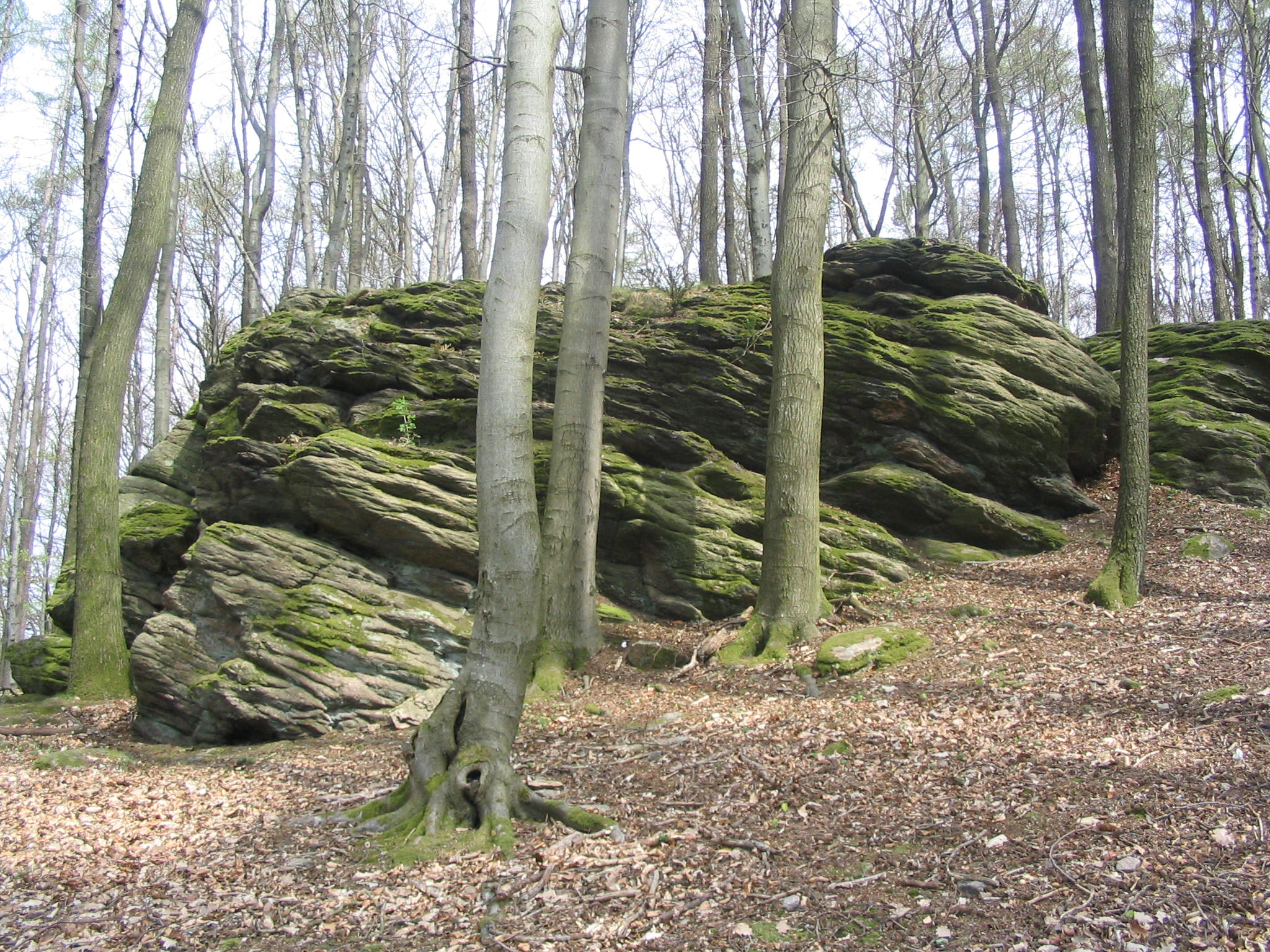
Nach Osten einfallende Gneis-Klippe (Naturdenkmal) der Böllsteiner Höhe: wechselnd engstreifig und flasrig-augig.
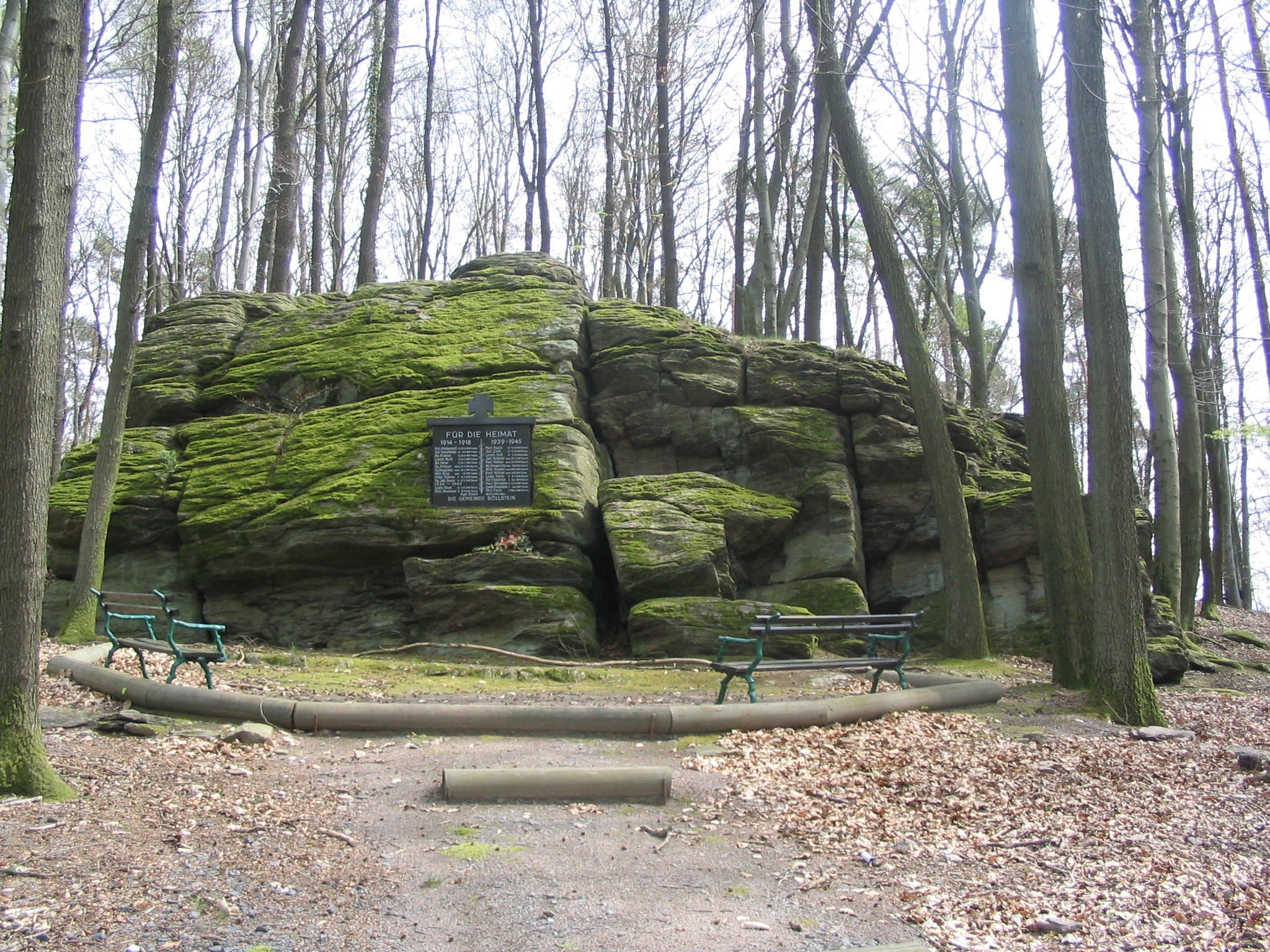
Diese mächtige Gneis-Felsgruppe dient als Gedenkstein für die Toten der Weltkriege.
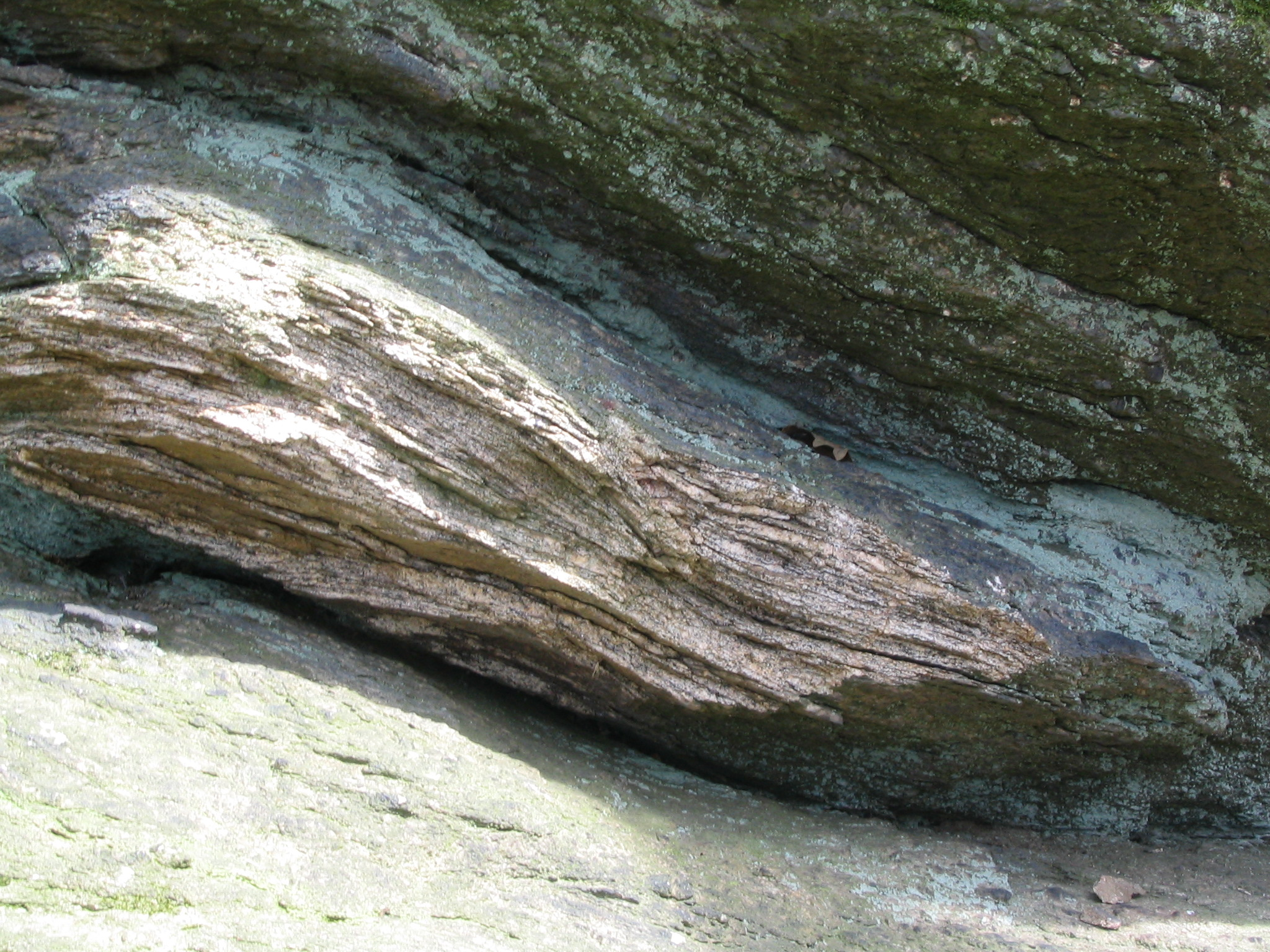
Gefaltete migmatische Schiefergneis-Schichten (Gneis-Klippe auf der Böllsteiner Höhe)
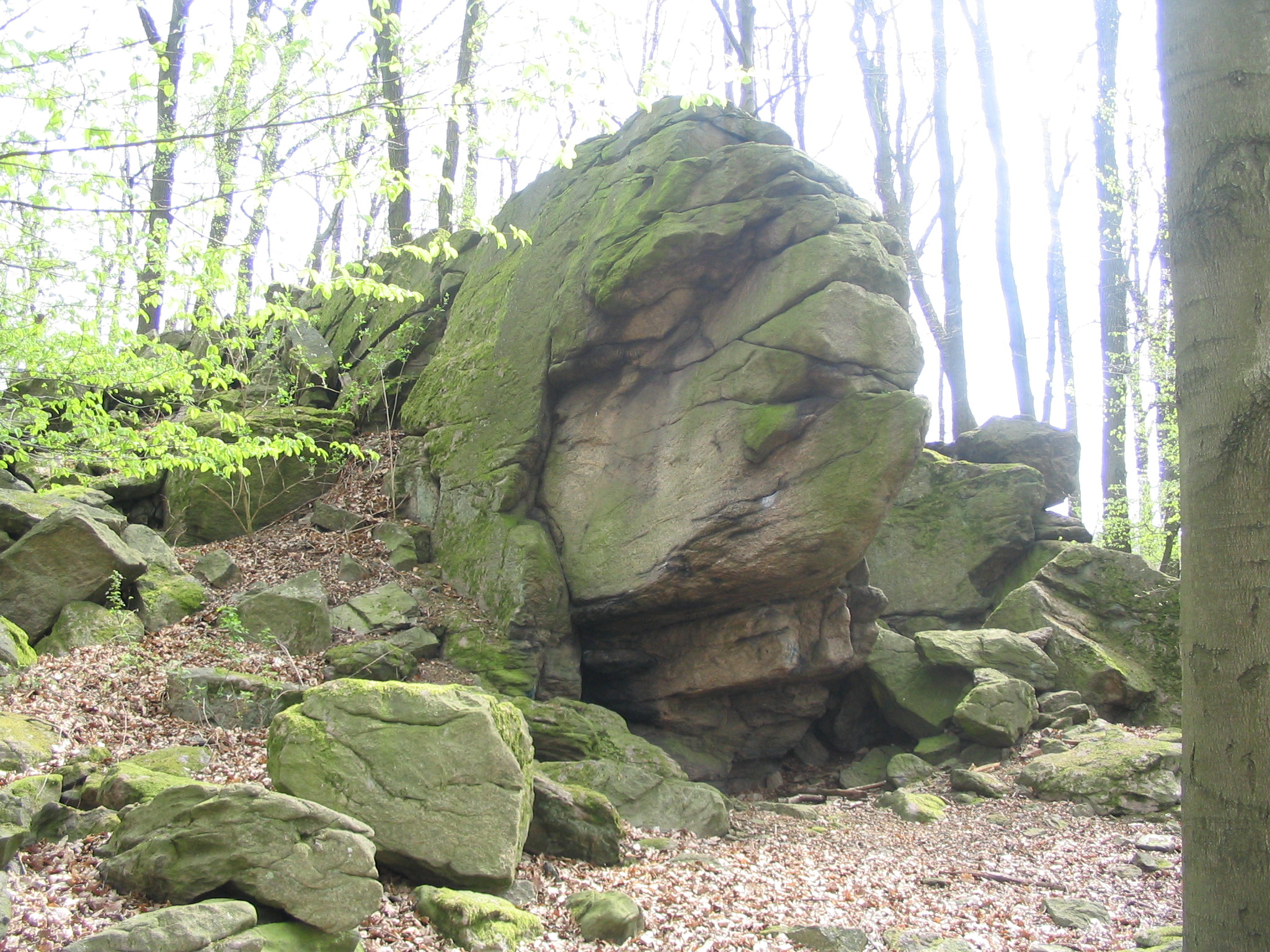
Gneis - Felsen in der Form eines Schildkrötenkopfes (Böllstein-Wallbrunn)
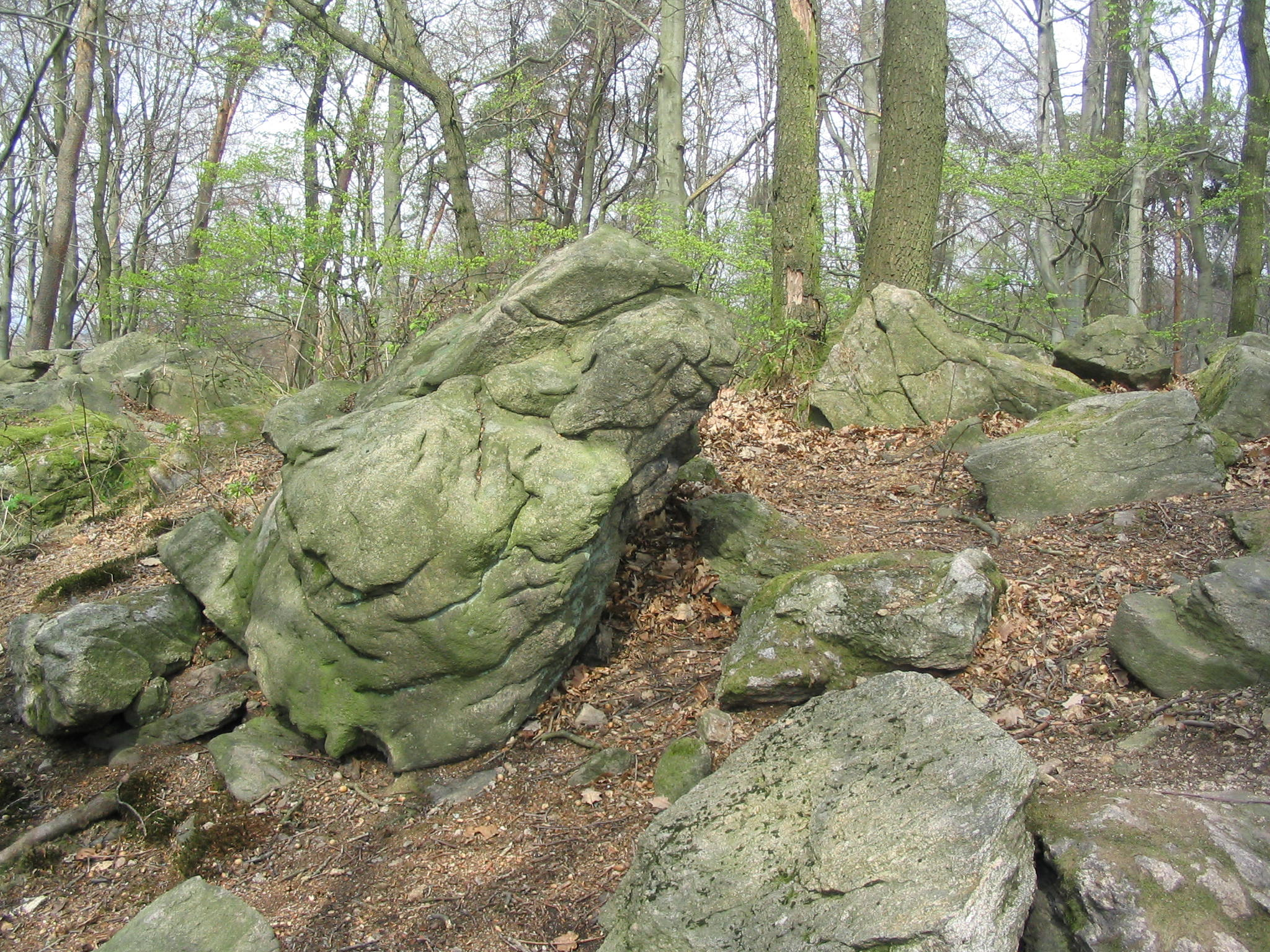
Felsen (Wallbrunn) mit Verwitterungsformen.
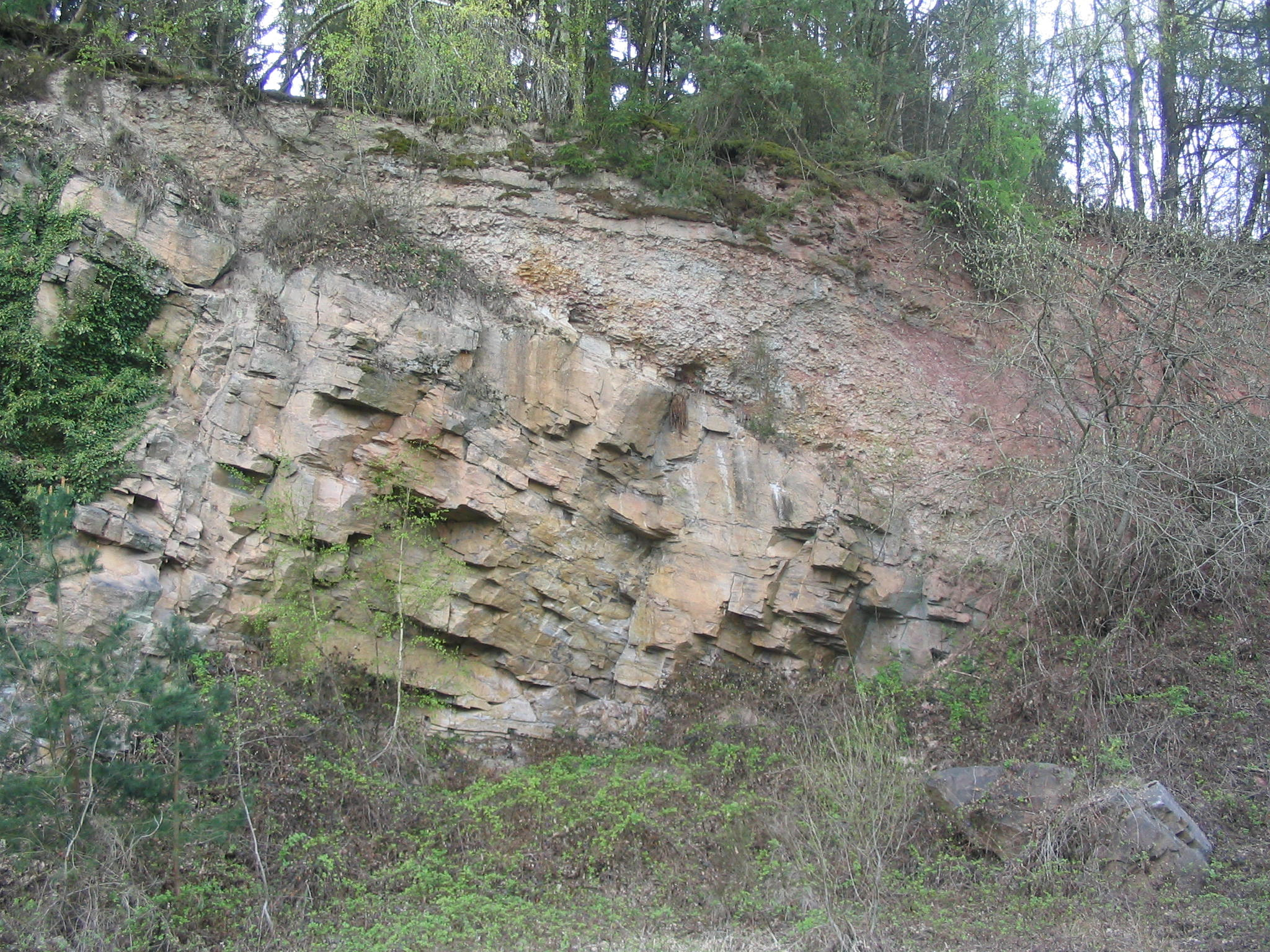
Vor 280 bis 300 Mio. Jahren war das Gneisgebirge weitgehend abgetragen. In die permische Landoberfläche schnitt (am Wannberg östlich der Böllsteiner Höhe) ein Fluss eine Rinne (von oben links schräg nach rechts) ein und füllte sie mit Geröll und Sand.

Die Trennung vom Bergsträßer Odenwald übernehmen, im weiteren Verlauf der Otzbergspalte, von Beerfurth nach Süden bis Aschbach die Gneise der Zwischenzone mit einer durchschnittlichen mineralogischen Zusammensetzung von 30 – 50 % Plagioklas, 15 – 25 % Quarz, 10 – 30 % Kalifeldspat, 5 – 10 % Biotit, 0 – 10 % Hornblende. Als schmaler Streifen grenzen sie an Weschnitzpluton und Trommgranit im Westen und tauchen unter die Buntsandsteinstufe im Osten.

## Tektonische Prozesse

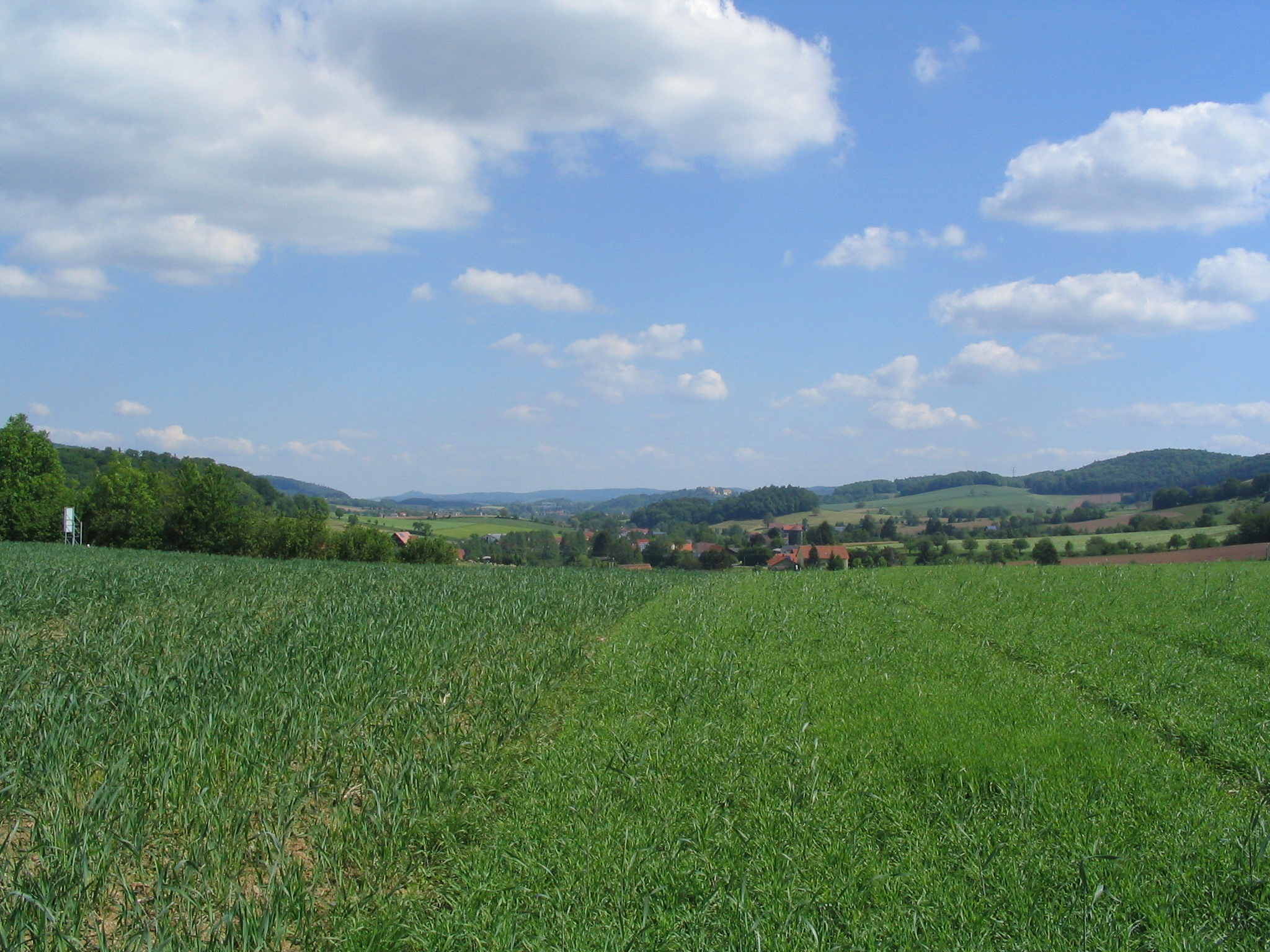
Vom Gumpener Kreuz aus überschaut man das Gesprenztal vom Reichenberg (in der Mitte) bis zum Otzberg (links im Hintergrund). Ungefähr parallel dazu verläuft die Otzbergspalte, die sich als alte Störungszone nach Süden bis zur Oberrheingrabengrenze Heidelberg-Karlsruhe fortsetzt und den Böllsteiner Odenwald (Gebirgskette im Hintergrund) vom ca. 50 Mio. Jahre jüngeren Bergsträßer Odenwald trennt: links die Ausläufer des Lindenfelser Granits, des Laudenauer Gabbros und des Neunkircher Flasergranitoid-Komplexes, rechts (auf der anderen Seite des Mergbachtals zwischen Gumpen und Reichelsheim) Hügel im Granodiorit (Weschnitzpluton)

Durch die Kontinentalverschiebung drifteten in der Devon- und Karbon-Zeit (vor etwa 380 – 320 Mio. Jahren) in einem Meeresgebiet zwischen einem großen Nord- und einem Südkontinent Krustenblöcke (Terrane) und Inseln aufeinander zu. Infolge der Zusammenschiebungen wurden einmal Gesteine tief in die Erdkruste versenkt (Subduktion) und in ca. 15 – 18 km Tiefe aufgeschmolzen, zum Zweiten – zusammen mit Magmagesteinen – langsam wieder in die Erdkruste hochgedrückt, wo sie im Laufe von 60 Mio. Jahren allmählich abkühlten und auskristallisierten. So entstand das Variszische Gebirge, zu dem der Odenwald zählt, und als Teil davon, mit einer eigenen Entwicklung, der Böllsteiner Odenwald.
In der Fachliteratur wird sowohl die Entstehung der Gesteinsformationen des Böllsteiner Odenwaldes wie auch die Gemeinsamkeiten mit bzw. die Abgrenzung gegenüber den benachbarten Einheiten des kristallinen Odenwalds und des Spessarts in Verbindung mit den tektonischen Prozessen diskutiert:
Auf der Grundlage radiometrischer Strontium- und Kalium-Argon-Analysen interpretiert Lippolt für granodioritische Biotit-Gneise des zentralen Teils des Böllsteiner Odenwaldes sowohl altpaläozoische (Silur/Devon) als auch karbonische Beziehungen. Granitgneis-Proben ergaben ein Alter von 360±56 Mio. Jahren (an der Grenze Devon/Karbon). Für beide Gneistypen zusammen im Schnitt 413±26 Mio. Jahre. Hornblende-Gneise im Kristallin-Fenster in Breuberg (Neustadt) wurden auf ein Rubidium-Strontium-Alter von 369±14 Mio. Jahren datiert und bestätigten die Altersunterschiede zum Bergsträßer Odenwald. Die Intrusion der Vorgänger der untersuchten Gesteine könnten möglicherweise während des Silurs, spätestens während des frühen Devons erfolgt sein. Durch Kalium-Argon- und Rubidium-Strontium-Altersbestimmungen von Glimmer, Hornblende und Apatit ermittelte man mittelkarbonische Werte und ordnete sie einer Abkühlungsphase nach Metamorphose und Mylonitisierung zu.
Für Kreuzer u. a. deuten die Kalium-Argon-Datierungen an Hornblende (363 Mio. Jahre für den Weichberg-Gneis) auf die Bildung dieser Gesteine im Zusammenhang mit dem Ausklingen einer frühen Phase der variszischen Überformung hin, die Biotitwerte (309, 312 Mio. Jahre) seien Hinweise auf ein späteres Abklingen der tektonische Prozesse als im Bergsträßer Odenwald.

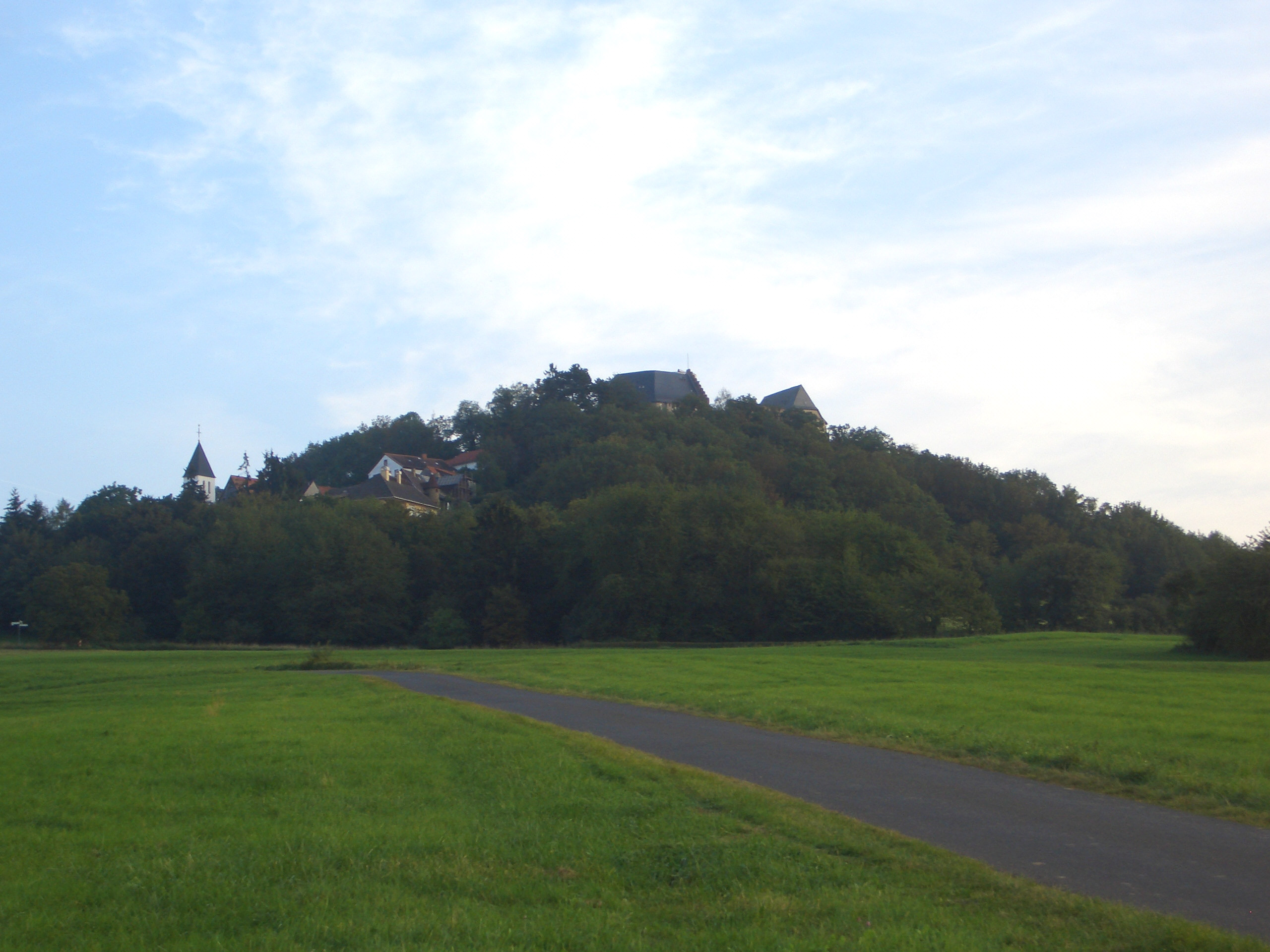
Der Otzberg (Blick von Norden) ist ein Restvulkan aus Nephelinbasalt im Umfeld des Böllsteiner Gneises. Er liegt – und das ist der Grund für seine Entstehung – auf einer alten Störungszone, der Otzbergspalte

In Verbindung dieser Daten mit der Theorie der Plattentektonik wird die Bildung der Mitteldeutschen Kristallinzone (MDKZ) als magmatischer Bogen interpretiert, wobei Bergsträßer und Böllsteiner Odenwald eine unterschiedliche Vorgeschichte hätten. Sie entstammten zwei verschiedenen Terranen bzw. Inseln. Die Gneise wurden bereits vor der Kollision der Krustenblöcke an der Grenze Silur-Unterdevon in einer Subduktionszone durch Intrusionen von magmatischen (vorwiegend granitischen) Gesteinsschmelzen in sedimentäre Gesteine gebildet. Dabei kam es zu einer Umkristallisation (Metamorphose) bzw. Mylonitisierung und es entstanden metamorphe Schiefer und Gneise, mit denen im Laufe der variszischen Prozesse vor 360-310 Mio. Jahren die Komplexe des Bergsträßer Odenwaldes zusammengeschoben wurden: mit der Folge einer erneuten Umkristallisationen. Die Otzbergspalte gilt als Linie, an der die Plutone zusammentrafen.
Die Quarzporphyre des nordöstlichen Odenwaldes sind in einer N-S-Linie am östlichen Rand der Reinheimer Bucht zwischen Brensbach und Groß-Umstadt entlang der Otzbergspalte, als alter Störungszone, angeordnet. Diese Eruptivgesteine bildeten sich in der Zeit des Ober-Rotliegenden vor etwa 260 Mio. Jahren, als große Erschütterungen der Erdkruste den Odenwald durchrüttelten und Vulkane an alten Störungszonen aus der Erde drangen, Tuffe und Glutwolken aus ihren Kratern schleuderten und Lava auf eine flachwellige Gneis-Erdoberfläche gossen, die nach Verwitterung der variszischen Berge übriggeblieben war.
Das nördlich an den Böllsteiner Gneis angrenzende Gebiet um Hummetroth sowie die östlich liegenden Formationen sind noch heute geologisch geprägt durch die auf die Gebirgsbildung folgende Sedimentationszeit: Vor etwa 260 Mio. Jahren – das Granit-Gneis-Gebirge ist inzwischen weitgehend bis zum Sockel abgetragen – überschwemmte im Erdzeitalter des jüngeren Perm das sogenannte Zechsteinmeer den Odenwald und überdeckte ihn mit Ablagerungen, die für den Bergbau bedeutsam sind: Dolomite, in die später eisen- und manganhaltige Quarz- und Schwerspatlösungen eindrangen. Relikte aus der Zechsteinzeit ist das wellige Plateau zwischen Höllerbach und Hummetroth, das u. a. aus gelbbraunem und teilweise eisen- und manganhaltigem, fast schwarzem Dolomitboden besteht (ehemaliger Kalksteinbruch bei Hummetroth). Im 19. Jh. trieb man im Raum Hummetroth-Kinzig, an den W-N-E-Hängen des Morsberges (Spreng, Bockenrod) sowie Rohrbach-Erzbach, am Kahleberg bei Weschnitz und NE bzw. S von Wald-Michelbach am Stufenrand unter die untere Buntsandsteinschicht Stollen in den erzführenden Zechstein, um Eisen und Mangan bergbaumäßig zu fördern (s. u. Geopfade und Museen).
Die östliche Grenze des Böllsteiner Odenwaldes bilden die Buntsandsteinablagerungen (unterer B. und östlich anschließende Hauptstufe des mittleren B.) aus dem Mesozoikum (Erdmittelalter) zwischen 250 und 65 Mio. Jahren. Damals wurden bis zu 600 m -mächtige Buntsandstein-, Muschelkalk-, Keuper- und Jura-Schichten abgelagert, die im Odenwald größtenteils nicht mehr erhalten sind, bis auf die Buntsandsteine z. B. der den Böllsteiner Odenwald östlich begrenzenden Bergzüge hatten (Weiteres unter Geologie des Odenwaldes).
Bei variszischen und späteren (z. B. tertiären) tektonischen Vorgängen rissen immer wieder in den Gesteinsmassen des Grundgebirges Spalten auf, in welche u. a. Baryt- oder Eisen-Mangan-Kupfer-Schmelzen eindrangen, die zu Ganggesteinen bzw. Erzgängen auskristallisierten wie westlich Hummetroths, östlich Herings (Zipfen) und östlich Groß-Umstadts (ehemaliger Manganabbau in einem erzführenden Barytgang). Auch im Raum Ober-Kainsbach, Unter-Ostern und Ober-Ostern-Weschnitz wurden Baryt-, aber auch reine Quarz-Eisenglanzgänge im Grundgebirge bergbaumäßig erschlossen.

### Geologische Karten

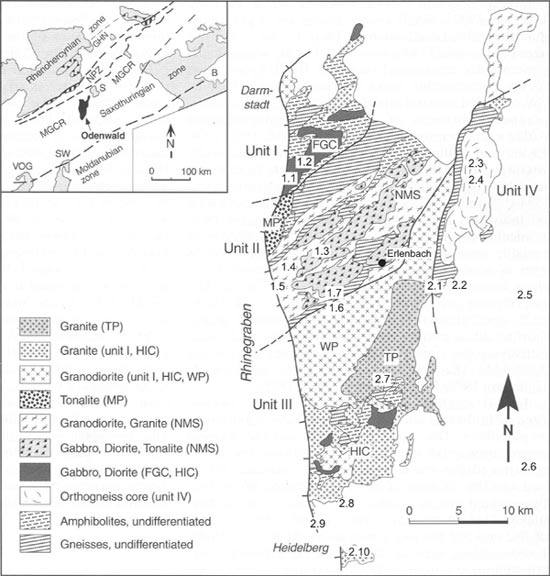
Geologische Karte des Odenwaldes (aus: Altherr, 1999)
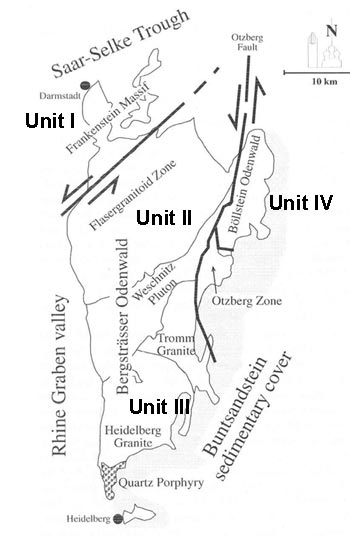
Geologische Karte des Odenwaldes (aus: Stein, 2001)
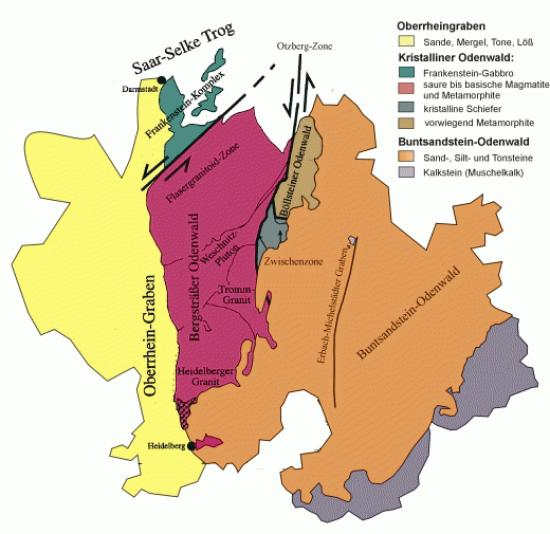
Geologische Karte des Odenwaldes (Stein, 2001 + Weber, Geo-Naturpark)
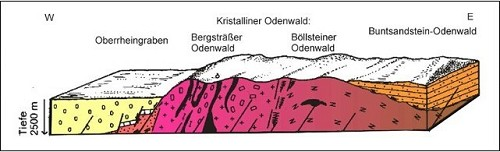
Geologisches Profil des Odenwaldes (Geo-Naturpark)
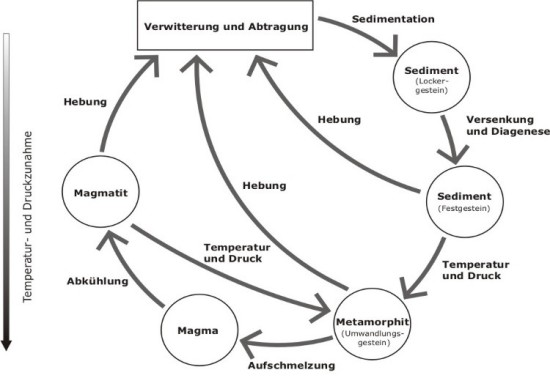
Kreislauf der Gesteine (Geo-Naturpark)

## Das heutige Landschaftsbild
Das heutige Landschaftsbild im nordöstlichen Odenwald entwickelte sich im Tertiär, d. h., es ist einmal geprägt von den Verwitterungsprozessen und zweitens durch die bei Vulkanausbrüchen eruptierten Gesteine, z. B. die Quarzporphyre und Basalte (Zipfen, Otzberg) im Randbereich der Reinheimer Bucht für die ein Kalium-Argon-Alter von 44 (Zipfen) bis 22 (Otzberg) Mio. Jahren bestimmt wurde.
Die entscheidende Ursache für die gegenwärtige Morphologie ist die Absenkung des Oberrheingrabens. Vor 45 Mio. Jahren zerbrachen Erschütterungen das Gebiet des heutigen Odenwaldes in Gebirgsblöcke und Gräben. Begleitet waren diese tektonischen Vorgänge durch eine Zunahme der vulkanischen Aktivitäten. Das andauernd absinkende Rheintal legte auch die Erosionsbasis für die Flüsse und Bäche immer tiefer, so dass sie sich zunehmend ins Gestein einschnitten.
Außerdem begünstigte ein warmfeuchtes subtropisches Klima die Verwitterung. So wurden nicht nur die mächtigen Buntsandsteinschichten (Buntsandstein und Grundgebirgseinschlüsse im Otzberg-Nephelinbasalt), die sich im Mesozoikum auf dem Granitsockel des Gebirges abgelagert hatten, zerkleinert und durch die Flüsse erodiert, sondern im Bereich des Böllsteiner Odenwaldes ebenfalls der wieder freigelegte kristalline Bergrumpf. Dadurch entstanden auch die Gneis-Klippen z. B. am Hang des Burgbergs (404 m) westlich von Vierstöck, um die Böllsteiner Höhe (416 m), am Ober-Kainsbacher Hang des Hohen Steins (389 m) oder am Nordhang des Schnellerts: Die oberen Partien auf den Höhenrücken zerrissen in Blöcke und die anschließende Chemische Verwitterung zerbröckelte sie von den Rändern her, so dass sie von Verwitterungsgrus umgeben waren. In der anschließenden Eiszeit setzten sich diese Erosionen fort: Regengüsse legten die Felsen frei und spülten die Kiese, Sande und Lehme auf die Hänge (Hangschuttdecken) und in die Täler, wo sie die Bäche zu den Senkungsgebieten wie der Reinheimer Bucht im Osten, abtransportierten und dort ablagerten.

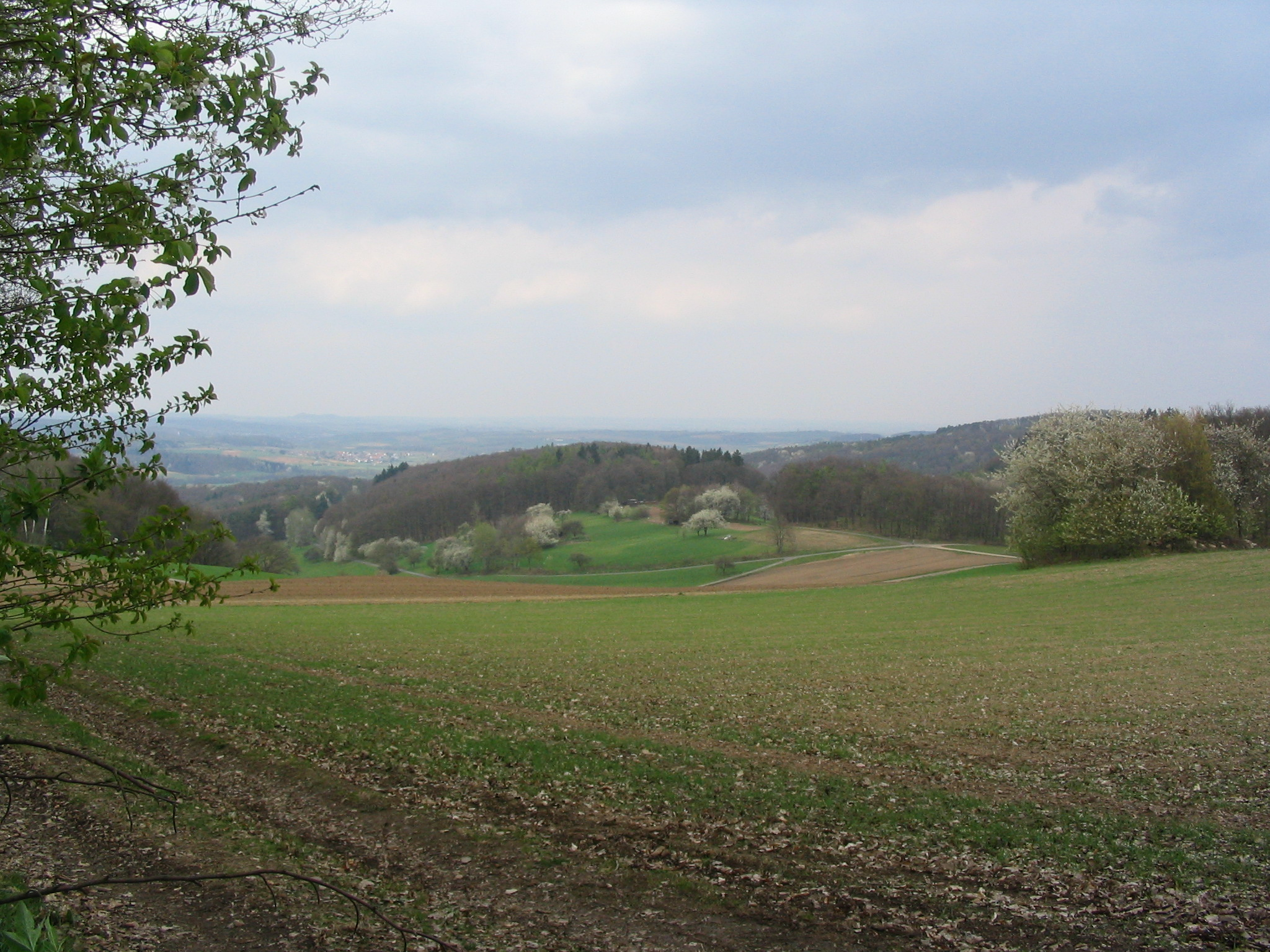
Von Böllstein (Wallbrunn) aus nach NW erblickt man über den Gneis-Hügeln des Schnellerts und der Reinheimer Bucht den Basalt-Roßberg. Links im Hintergrund sind auf der westlichen Gesprenzseite die Berge der Flasergranitoidzone (Steinkaute) zu sehen.
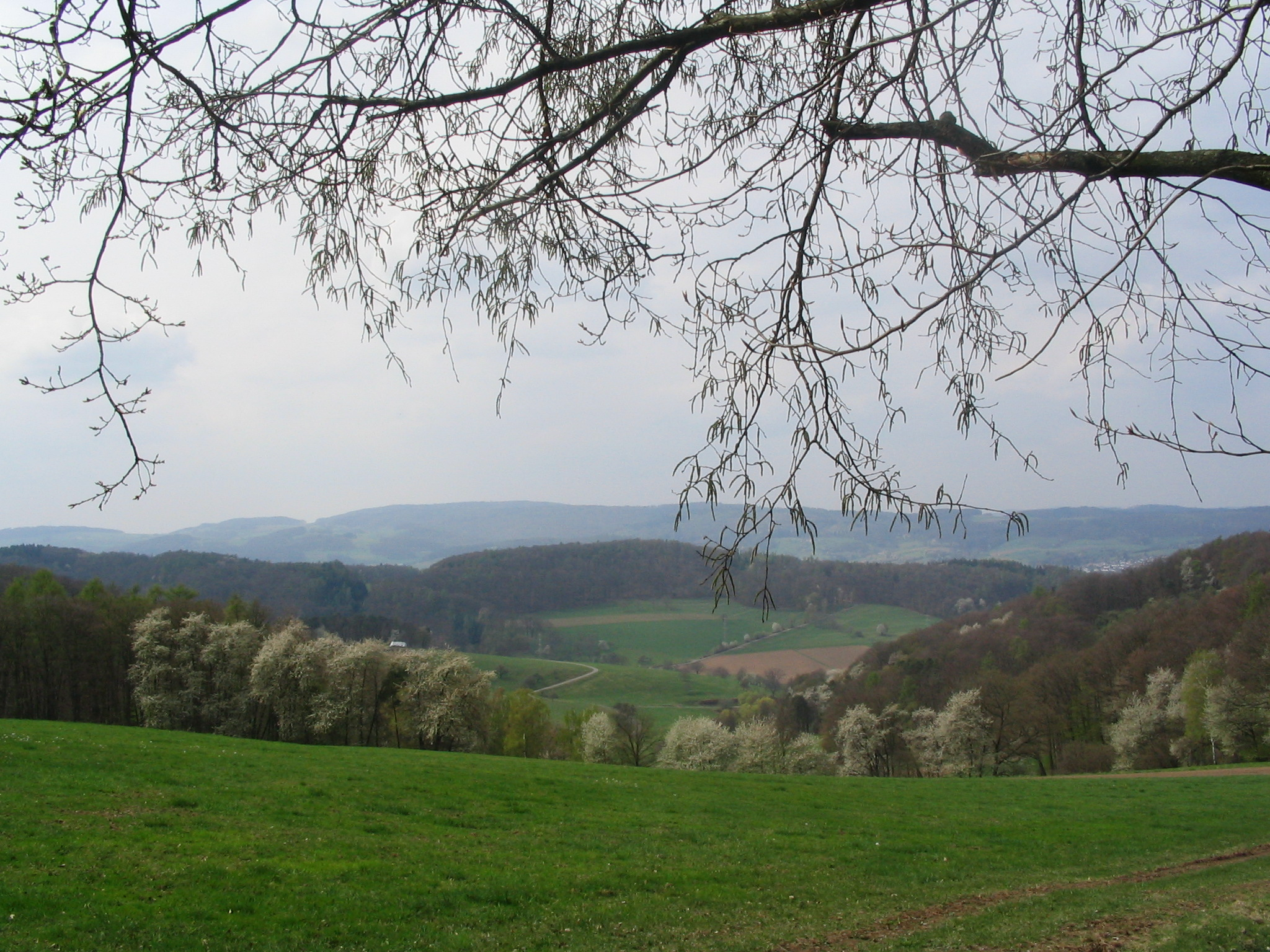
Blick von Böllstein (Wallbrunn) nach Westen: über Gneis-Hügel (rechts: Schnellerts, links: Eichberg-Rücken) und das Gesprenztal zum Flasergranitoid-Höhenzug Neunkircher-Höhe - Nonrod
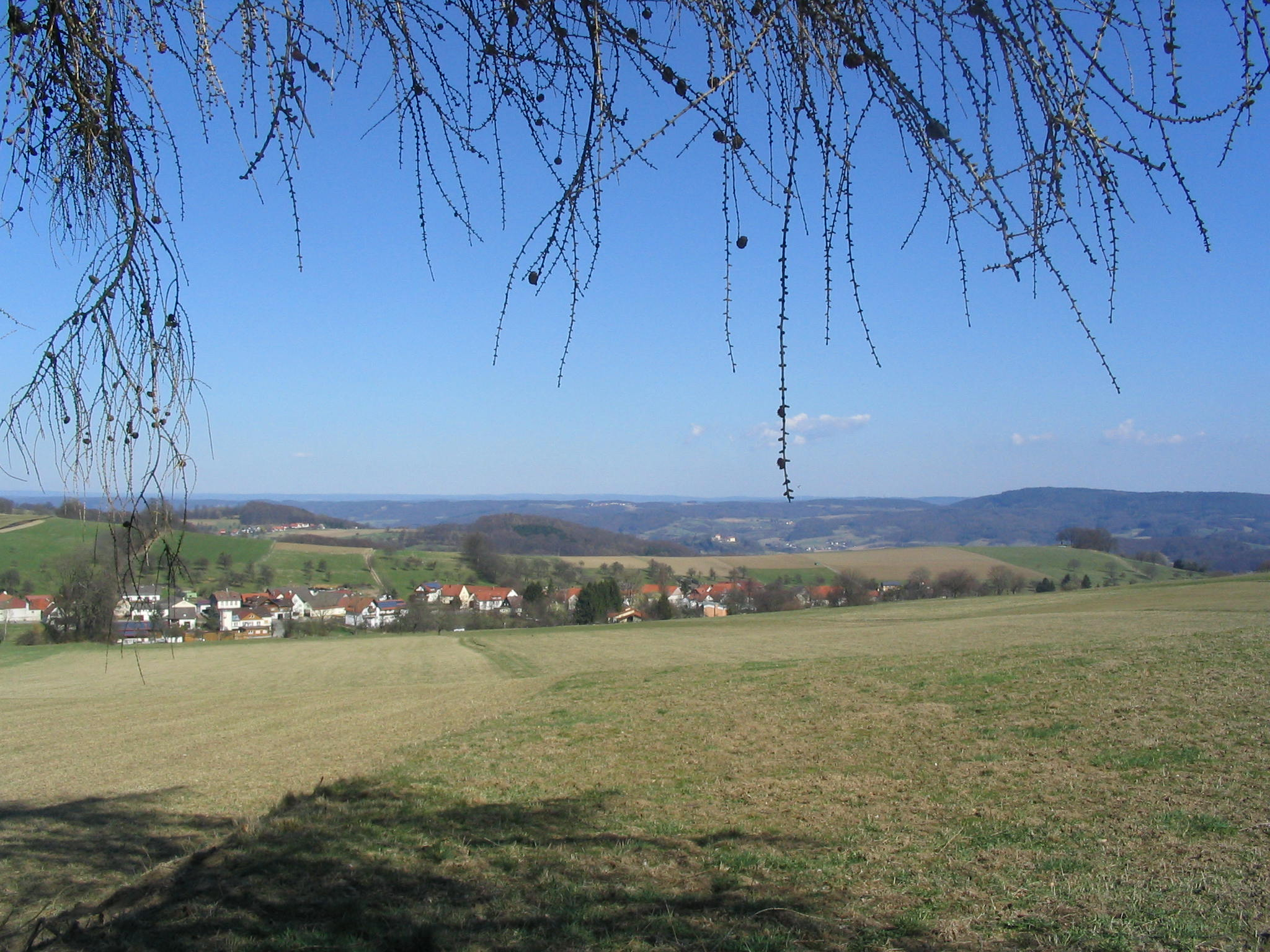
Das Gersprenztal (Laudenau links, Reichenberg in der Mitte) und dahinter der Höhenzug des Böllsteiner Odenwaldes und rechts die Buntsandsteinstufe des Morsberges. Am Horizont: die Flächen des Buntsandstein-Odenwaldes. Im Vordergrund: Winterkasten zwischen den Hügeln der Flasergranitoidzone

## Geotouren und Gesteinssammlungen in Regionalmuseen
- Mineralien aus dem Odenwald: Herrenhaus des Kulturzentrums Reinheim[39]
- Bergbauabteilung des Museums Reichelsheim[40]
- Geowanderung Uraltbergbau und Schwerspat von Ober-Ostern und der Alme[41]
- Geopark Lehrpfad Erz und schwerer Spat[42]
- Geopark-Lehrpfad Bergbaulandschaft Reichelsheim[43]

## Literatur

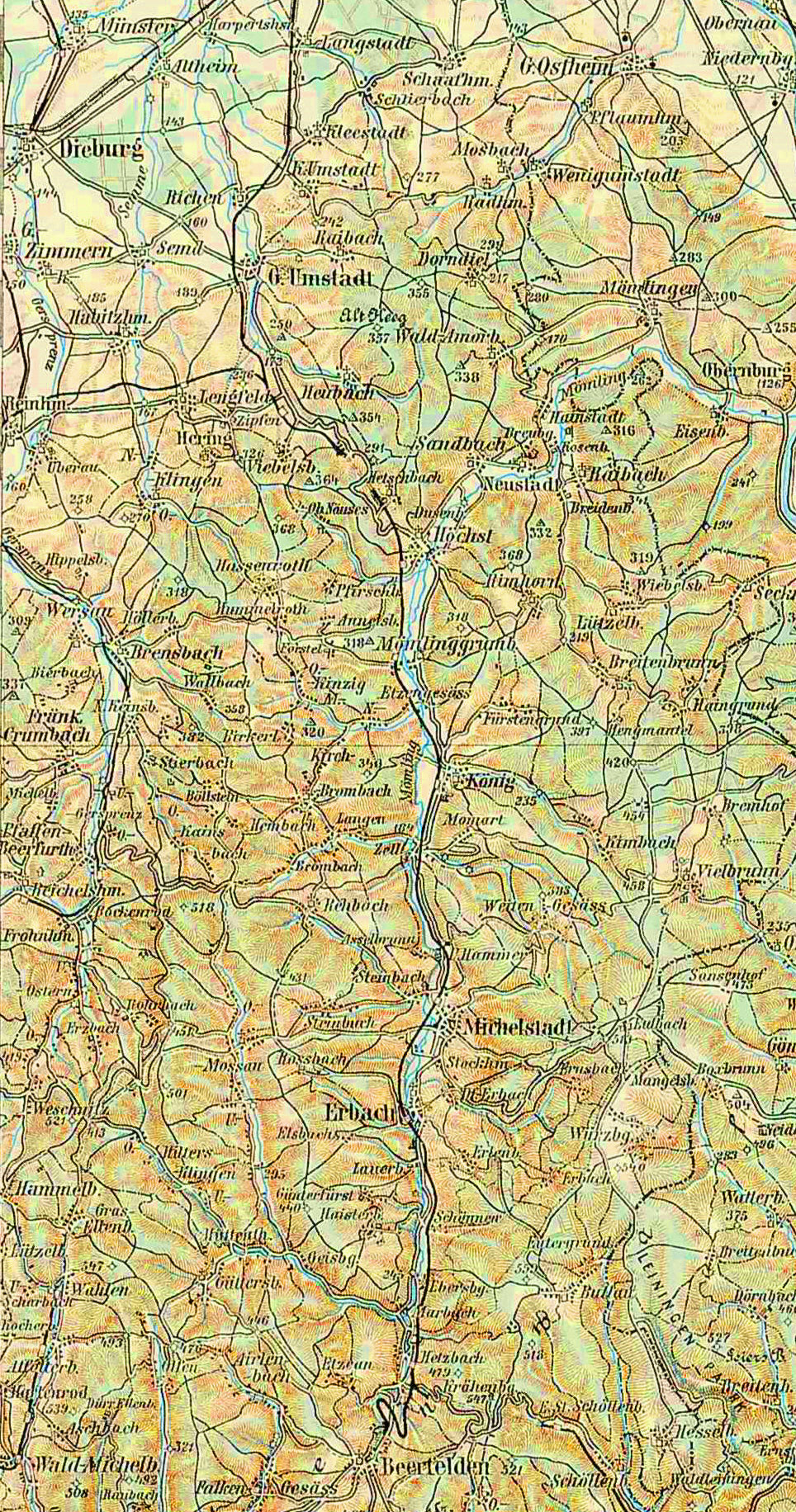
Landkarte (1914) des Böllsteiner Odenwaldes und angrenzender Regionen. Weitere kartographische Darstellungen und Luftaufnahmen: